# Stazione di Gallipoli via Agrigento
La stazione di Gallipoli via Agrigento è la fermata ferroviaria dell'omonima cittadina jonica posta sulla linea Lecce-Gallipoli (linea 5), gestita dalle Ferrovie del Sud Est.
L'impianto ferroviario si trova a nord-est della città.

## Servizi
La stazione dispone di:
- Area per l'attesa
- Accessibilità per portatori di handicap

## Movimento
La stazione è servita da alcuni treni regionali svolti dalle Ferrovie del Sud Est nella relazione Lecce - Gallipoli via la linea 5.